# U Don't Have to Call
"U Don't Have to Call" là một đĩa đơn trích từ album phòng thu thứ ba của nam ca sĩ người Mỹ Usher, 8701. Đây là đĩa đơn thứ ba của album ở Mỹ và là đĩa đơn thứ năm ở Anh. Ca khúc đã đạt vị trí thứ 3 trên bảng xếp hạng Billboard Hot 100. Ở Anh, "U Don't Have to Call" được phát hành cùng với "I Need a Girl (Part One)", một ca khúc của P. Diddy cộng tác với Usher. Đĩa đơn này đã vị trí thứ 4 trên bảng xếp hạng UK Singles Chart.
Đĩa đơn này đã có hơn 4 triệu bản được tiêu thụ ở Mỹ. Trong ca khúc có phần hát bè được thực hiện bởi nữ ca sĩ Kelis. Video âm nhạc cho "U Don't Have to Call" được quay ở Los Angeles, tại Khách sạn Westin Bonaventure.

## Phối khí
Bản remix chính thức cho "U Don't Have to Call" có sự góp giọng của nam ca sĩ nhạc rap Ludacris.

## Danh sách ca khúc
CD ở Anh
1. "I Need a Girl" (Part 1) (P. Diddy hợp tác với Usher & Loon)
2. "U Don't Have to Call" (Remix) (hợp tác với Ludacris)
3. "I Need a Girl" (Part 2) (P. Diddy hợp tác với Ginuwine, Loon, Mario Winans & Tammy Ruggeri)
4. "I Need a Girl" (Part 1)" (video)
5. "U Don't Have to Call" (video)

## Xếp hạng
| Bảng xếp hạng (2002)                     | Vị trí cao nhất |
| ---------------------------------------- | --------------- |
| Pháp (SNEP)                              | 72              |
| New Zealand (Recorded Music NZ)          | 27              |
| Hoa Kỳ Billboard Hot 100                 | 3               |
| Hoa Kỳ Hot R&B/Hip-Hop Songs (Billboard) | 2               |
| Hoa Kỳ Pop Airplay (Billboard)           | 14              |

"I Need a Girl (Part One)" / "U Don't Have to Call"
| Bảng xếp hạng (2002)                 | Vị trí cao nhất |
| ------------------------------------ | --------------- |
| UK Singles (Official Charts Company) | 4               |